# 金台路站
金台路站是一个位于中国北京市朝阳区团结湖街道与六里屯街道甜水园街、金台路、朝阳北路交叉口，属于北京地铁6号线和14号线的地铁换乘站。6号线部分于2012年12月30日随6号线一期开通投入使用；14号线部分于2014年12月28日随14号线东段开通投入使用。

## 位置
金台路站位于朝阳北路（东西向）和甜水园街－金台路（南北向）交汇处。6号线呈东西向布置，14号线呈南北向布置。两线站台呈T字形交叉。

## 车站设计
两座车站都是地下站，6号线车站色调为灰色，14号线车站色调为黄色。

### 车站楼层
金台路站共有三层：地下一层为6号线站厅层，地下二层为6号线站台层和14号线站厅层，地下三层为14号线站台层。
| 地面层                            | 出入口                       | A—F出入口                  |
| 地下一層 6号线站厅层              | 6號線站廳                    | 安全檢查、售票機、客服中心 |
| 地下二層 6号线站台层 14号线站厅层 | 14號線站廳                   | 安全檢查、售票機、客服中心 |
| 地下二層 6号线站台层 14号线站厅层 | █ 6号线往金安桥（呼家楼）    |                            |
| 地下二層 6号线站台层 14号线站厅层 | 島式月台，左側開門           |                            |
| 地下二層 6号线站台层 14号线站厅层 | █ 6号线往潞城（十里堡）      |                            |
| 地下三層 14号线站台层             |                              | █ 14号线往张郭庄（大望路） |
| 地下三層 14号线站台层             | 島式月台，左側開門           |                            |
| 地下三層 14号线站台层             | █ 14号线往善各庄（朝阳公园） |                            |

### 站厅及换乘
6号线金台路站在金台路口东西两侧各设一个站厅，14号线的站厅则整体位于甜水园街与朝阳北路交叉口的北侧。6号线换乘14号线的通道口位于6号线站台中部偏西处，14号线换乘6号线的通道口则位于14号线站厅南侧，该换乘通道同时设有扶梯和直梯，连接6号线东站厅。

### 站台
6号线站台位于朝阳北路地底，属于岛式站台；14号线站台位于甜水园街地底，亦是岛式站台。6号线月台东端设有一条渡线，14号线月台北端设有一条存车线。本站东北象限设有一条6号线与14号线之间联络线。

## 出入口
金台路站现有6个出入口，其中A口由6号线和14号线共同使用。
|                       |                  |                                                                |      |            |
|                       |                  |                                                                |      |            |
| 编号                  | 指示             | 建议前往的目的地                                               | 照片 | 无障碍设施 |
| 连通 6号线 14号线站厅 |                  |                                                                |      |            |
| 出口 · A              | 朝阳北路（北侧） | 水碓子东路、甜水园街、公园五号、北京市团结湖第三中学           |      | 不適用     |
| 连通 6号线站厅        |                  |                                                                |      |            |
| 出口 · B              | 甜水园街（东侧） | 延静里、杭州银行朝阳支行、图书批发交易市场                     |      | 不適用     |
| 出口 · C · 升降机标志 | 朝阳北路（南侧） | 金台北街、京师律师大厦、金台路、延静里西街、延静西里、红庙北里 |      |            |
| 出口 · D              | 金台路（西侧）   | 朝阳北路、金台北街、中国人寿（客户服务中心）                   |      | 不適用     |
| 连通 14号线站厅       |                  |                                                                |      |            |
| 出口 · E · 升降机标志 | 甜水园街         | 团结湖三中                                                     |      |            |
| 出口 · F              | 朝阳公园路       | 马道口东街、京师律师大厦                                       |      | 不適用     |
| 註： 設有             |                  |                                                                |      |            |